# Turbinellus floccosus
Turbinellus floccosus là một loài nấm trong họ Gomphaceae bản địa châu Á và Bắc Mỹ. Danh pháp loài này đã từng là Gomphus floccosus cho đến năm 2011, khi loài này được nhận thấy chỉ có mối quan hệ xa với loài điển hình của chi, G. clavatus. Sau đó loài này đã được chuyển từ Gomphus sang Turbinellus.
 Quả thể hình kèn trumpet hoặc hình chiếc bình có chóp màu cam có thể cao 30 cm và rộng 30 cm. Bề mặt thấp hơn, hymenium, được bao phủ trong các nếp nhăn và đường vân thay vì lá tia, và có màu nhạt hoặc hơi vàng đến trắng.
T. floccosus hình thành mối quan hệ cộng sinh với nhiều loại cây lá kim, mọc ở các khu rừng lá kim trên khắp Đông Á, từ Bắc Triều Tiên đến Pakistan, và ở Bắc Mỹ,
thường xuyên hơn ở phía tây, vào cuối mùa hè và mùa thu. Mặc dù có vị nhẹ, nhưng chúng thường gây ra các triệu chứng tiêu hóa là buồn nôn, nôn và tiêu chảy khi tiêu thụ. T. floccosus được người dân địa phương ở phía đông bắc Ấn Độ, Nepal và Mexico ăn.